# 冯克熙
冯克熙（1922年11月—2004年3月17日），四川江安人，中华人民共和国政治人物、社会活动家，曾任四川省重庆市人大常委会副秘书长，四川省重庆市人民政府副市长，四川省重庆市人大常委会副主任，中国民主同盟中央委员会常务委员、名誉副主席。